# Conférencier motivateur
Un motivologue, conférencier motivateur, conférencier spécialiste de la motivation, conférencier inspirant (en anglais, « motivational speaker » ou « inspirational speaker ») est un orateur qui prononce des discours destinés à motiver ou à inspirer un public.
Le conférencier motivateur tente, avec son discours, de défier ou de transformer son auditoire. Le discours lui-même est connu sous le nom de discours d'encouragement (en anglais, « pep talk »).
Les conférenciers motivateurs peuvent prononcer leurs discours dans des écoles, collèges, lieux de culte, entreprises, sociétés, agences gouvernementales, lors de conférences, de salons professionnels, de sommets, d'organisations communautaires et autres environnements similaires,.